# Papua Nova Gvineja
Papua Nova Gvineja ili Papuanska Nova Gvineja (službeno Papua Nova Gvineja) ↓n1 je država u Oceaniji. Zauzima istočnu polovicu otoka Nova Gvineja, te otoke Bismarckovog Arhipelaga (Nova Britanija i Nova Irska) i sjevernih Solomona (Bougainville) s mnoštvom manjih otočića. Graniči na zapadu s indonezijskom pokrajinom Irian Jaya. Papua Nova Gvineja je članica Commonwealtha i britanski kralj formalni je vladar države.

## Zemljopis
Reljef je izuzetno raznolik. Uz južnu obalu Nove Gvineje nalaze se nizine koje ponegdje prelaze u velika močvarna područja. Planine središnjega lanca tipa, koji se pruža u smjeru istok-zapad visinom prelaze 4000 m (najviši vrh Mount Wilhelm, 4509 m). Sjeverna obala je strmija i manje pristupačna od južne, s izuzetkom doline rijeke Sepik. Otoci Bismarckovog arhipelaga i sjevernih Solomona vulkanskog su podrijetla, s puno plodne zemlje. Velik dio površine Papue Nove Gvineje do visine od oko 1000 m prekriven je slabo pristupačnim tropskim kišnim šumama.

## Upravna podjela
Papua Nova Gvineja sastoji se od 18 provincija, autonomne regije Bougainville i nacionalnog distrikta glavnog grada (National Capital District).
| 1. Central 2. Chimbu (Simbu) 3. Eastern Highlands 4. East New Britain 5. East Sepik 6. Enga 7. Gulf 8. Madang 9. Manus 10. Milne Bay | 1. Morobe 2. New Ireland 3. Northern (Oro) 4. Bougainville 5. Southern Highlands 6. Western (Fly) 7. Western Highlands 8. West New Britain 9. Sandaun (West Sepik) 10. National Capital District | Provinces of Papua New Guinea |

### Povijest
Pretpostavlja se da su prvi naseljenici stigli na otoke prije oko 60.000 godina iz jugoistočne Azije. Arheološki ostaci otkrivaju tragove intenzivne poljoprivrede stare oko 7000 godina, a ljudske intervencije u okoliš osobito su vidljive u dolinama u središnjem gorju.
Španjolci i Portugalci doprli su do otoka u prvoj polovici 16. stoljeća i dali im imena Papua po malajskoj riječi za osobitu kosu Melanežana i Nova Gvineja smatrajući domoroce sličnima stanovnicima afričke Gvineje. Otoci su detaljnije istraženi i kolonizirani tek potkraj 19. stoljeća, kad je južnu polovicu današnje Papue Nove Gvineje zauzela Velika Britanija, a sjevernu Njemačka.
Tijekom prvog svjetskog rata Australija, kojoj je 1902. preneseno upravljanje Britanskom Novom Gvinejom zauzela je i njemačku koloniju, ali ih nije formalno ujedinila sve do 1946. Europljani su prvi put stupili u neke dijelove unutrašnjosti Nove Gvineje tek u 30-im godinama 20. stoljeća, otkrivši brojne nove etničke i jezične skupine.
Nakon proglašenja neovisnosti 1975. u zemlji je vladala politička nestabilnost s čestim izmjenama vlada. Od 1989. do 1998. trajao je gerilski rat za otcjepljenje otoka Bougainville na kojem se nalaze značajna nalazišta zlata; u njemu je poginulo oko 20.000 ljudi.
Od 23. studenog do 7. prosinca 2019. godine održan je referendum o neovisnosti Bougainvillea od Papuanske Nove Gvineje. Službeni ishodi su objavljeni 11. prosinca. Na referendumu je, od 206 731 registriranih birača, biračko pravo iskoristilo njih 181 067. Od njih je za veću autonomiju unutar Papuanske Nove Gvineje glas dalo 3 043 ljudi (1.69%). Bilo je 1 096 nevažećih listića. Golema većina birača, njih 176 928 (98.31%), glasovalo je za punu neovisnost Bougainvillea.

### Stanovništvo
Papua Nova Gvineja jedna je od etnički i jezično najheterogenijih zemalja svijeta. Stanovništvo se može podijeliti u dvije glavne grupe: Papuance, koji čine nešto više od 80% i Melanezijce, kojih ima nešto manje od 20%. U zemlji se govori više od 700 jezika, a službeni tok pisin i hiri motu služe kao lingua franca, jezici međusobnog sporazumijevanja različitih grupa. Većina stanovnika su protestanti, ima i dosta katolika, ali raširene su i domorodačke religije, a mnogi kršćani su zadržali elemente prijašnjih religija.
Vidi Etničke grupe Papue Nove Gvineje

### Jezici Papue Nove Gvineje
U Papui Novoj Gvineji popisan je 841 individualni jezik, od čega 830 živih i 11 bez ijednog poznatog govornika

### Gospodarstvo
Većina stanovništva živi od poljoprivrede. Glavni izvozni proizvodi su nafta, zlato i bakar. BDP je u 2023. bio 3403 USD po stanovniku, mjereno po PPP-u.

## Napomena
- ↑n1  Nekoć je puni službeni naziv bio: Nezavisna Država Papua Nova Gvineja.